# Пархоменко (Луганская область)
Пархоменко (до 1951 года — Макаров Яр, в 2016 году Украина вернула название Макаров Яр (укр. Макарів Яр), но село контролируется ЛНР, которая использует прежнее название) — село в Краснодонском районе Луганской области Украины, административный центр Пархоменковского сельсовета. С 2014 года контролируется Луганской Народной Республикой.

## География
Село расположено на правом берегу Северского Донца, по руслу которого к северу от населённого пункта проходит граница Украины и России. Соседние населённые пункты: сёла Хорошилово и Кружиловка на востоке, Давыдо-Никольское и Ивановка на юго-востоке, Водоток на юге, Огульчанск на юго-западе, Новокиевка, Хрящевка и Пионерское на западе.

## Население
Население по переписи 2001 года составляло 1470 человек.

## Общие сведения
Почтовый индекс — 94451. Телефонный код — 6435. Занимает площадь 3,971 км². Код КОАТУУ — 4421486601.

## История
Село известно с 1660 г. как Суходольский казачий пикет. В 1738 году запорожский старшина Макар Безродный «с семьей и челядью» основал тут зимовник (по легенде от него пошло название села Макаров Яр). В 1773 году после перехода во владение сербского полковника Авраама Рашковича селение стало называться «Рашковка», а в 1786 новый хозяин Божерадович переименовал его в «Архангельское».
В 1951 году в связи с 30-летием со дня смерти было переименовано в честь знаменитого уроженца села, героя Гражданской войны Александра Пархоменко. 12 мая 2016 года в рамках кампании по декоммунизации на Украине постановлением ВРУ селу присвоено название Макаров Яр. Решение не признаётся властями ЛНР.

## Известные люди
В селе родились:
- Александр Яковлевич Пархоменко (1886—1921) — участник Гражданской войны.
- Пархоменко, Артём Яковлевич — командир РПАУ.
- Яков Фёдорович Артюшенко (1901—1967) — советский хозяйственный руководитель.

В конце XIX — начале XX века в своём имении в селе жил известный общественный деятель и меценат Сергей Михайлович Ильенко.

## Местный совет
94450, Луганская обл., Краснодонский р-н, с. Пархоменко, ул. Ленина, 12а; тел. 99-2-34